# Pëtr Ivanovič Račkovskij
Pëtr Ivanovič Račkovskij (in russo Пётр Иванович Рачковский?; Dubăsari, 1853 – Rēzekne, 1º novembre 1910) è stato un agente segreto russo.
Già di stanza a Parigi (rue de Grenelle 79) tra il marzo 1885 ed il novembre 1902, fu successivamente a capo dell'Ochrana, la polizia segreta zarista, dal novembre 1902 e fino alla morte.

## Biografia
Dopo aver studiato autonomamente a casa lavorò negli uffici postali (1867-1869), negli uffici del sindaco di Odessa (1869-1873) e nel governatorato della provincia di Varsavia (1873-74). Fu investigatore giudiziario a Kovno e a Pinega, nell'oblast' di Arcangelo, poi nel 1879 fu arrestato a San Pietroburgo venendo accusato di avere legami con i cospirazionisti rivoluzionari. Qui divenne un agente della Terza sezione, ma venne scoperto da Nikolaj Vasil'evič Kletočnikov.
Dopo l'assassinio di Alessandro II di Russia entrò a far parte della cosiddetta "Squadra santa" (Svjaščennaja družina), poi nel 1884 divenne capo della Polizia politica degli agenti stranieri, la cui sede era a Parigi. La sua impresa più importante fu quella di aver architettato la dissoluzione del gruppo rivoluzionario Narodnaja volja. Insieme al suo agente mise su un'organizzazione terroristica volta ad assassinare Alessandro III di Russia, ma grazie alla denuncia perpetrata da egli stesso la polizia francese scoprì il gruppo.
Račkovskij viene ritenuto uno degli iniziatori della creazione dei falsi Protocolli dei Savi di Sion. Nel 1902 venne sollevato dall'incarico, forse perché sospettato di doppiogiochismo dal ministro degli Interni Vjačeslav Konstantinovič Pleve, poi con la rivoluzione russa del 1905 rientrò in servizio sotto la guida del generale Dmitrij Fëdorovič Trepov e fu promosso a capo del settore politico del Dipartimento di Polizia, distinguendosi nell'arginare i tentativi dei rivoluzionari di attentare allo stesso Trepov e ai granduchi Nikolaj Nikolaevič Romanov e Vladimir Aleksandrovič Romanov.

## Nella cultura di massa
Nella serie televisiva prodotta dalla BBC nel 1974 La caduta delle aquile è stato interpretato dall'attore britannico Michael Bryant.
Il suo personaggio appare nel romanzo Il cimitero di Praga ed è pure menzionato ne Il pendolo di Foucault, entrambi scritti da Umberto Eco.
Ne parla diffusamente Danilo Kiš nel racconto "Il libro dei re e degli sciocchi" incluso nella raccolta "Enciclopedia dei morti".